# سمك التلفيش
التَلْفيش أو رقَّالِيَّات (سمك بنفسجي اللون على رأسه زائدة لحميّة). التلفيش هي أسماك تنتمي لفصيلة ال(Malacanthidae) من الأسماك ومنها ال(Great northern tilefish) الذي يمتاز بلونه البنفسجي وضخامته، ويعيش في المياة العميقة على طول الساحل الشمالي الشرقي لأمريكا الشمالية. وهو يوجد على عمق محدود يتراوح بين 81-182م.
وتعد أكبر سمكة مزخرفة بالألوان في البحار الشمالية. فجسمها أزرق وأخضر زيتوني يميل إلى الأزرق الباهت في الأسفل. بينما تكون الجوانب العلوية مرقَّطة بنقاط صفراء كثيفة. ويمكن أن يصل طول سمكة ال(Great northern tilefish) إلى 90 سم ووزنها إلى 22 كجم. وتعتمد في طعامها أساساً على الحبار والسرطان والحيوانات الصدفية المائية الأخرى. وتعتبر طعاماً لذيذاً ويمكن صيدها بشباك صيد كبيرة أو صنَّارة عادية باستخدام أي نوع من أنواع الطعم.